# Sit Down, Shut Up
A Sit Down, Shut Up rövid életű, felnőtteknek szóló rajzfilmsorozat volt. Mitchell Hurwitz készítette. 
A műsor eléggé érdekes cselekménnyel rendelkezik: olyan tanárokról szól, akik nem foglalkoznak a tanítással. Csak egy olyan szereplő van, aki tud tanítani, és ő a főszereplő.
A műsor epizódjai 22 vagy 23 percig tartanak. Mindössze 1 évadot élt meg 13 epizóddal. Magyarországon soha nem vetítették. Amerikában a Fox Network vetítette 2009. április 19-től 2009. november 21-ig.
A kritikák eléggé megoszlottak a sorozatról: sokan az érdekes történet miatt nagyon rossznak kiáltották ki, míg mások jónak találták. Az IGN és a TV Squad pozitív kritikákkal, az Orlando Sentinel, a Newsday és a The Hollywood Reporter pedig negatív kritikákkal illette a műsort.